# Oliarus ropotama
Oliarus ropotama är en insektsart som beskrevs av Dlabola 1970. Oliarus ropotama ingår i släktet Oliarus och familjen kilstritar. Inga underarter finns listade i Catalogue of Life.